# 촉 (불교)
촉(觸, 접촉, 3사화합 · 분별 · 변이,
산스크리트어: sparśa,
팔리어: phassa,
영어: contact)은 초기불교의 12연기설(十二緣起說)의 6번째 지분이며, 부파불교의 설일체유부의 5위 75법에서 심소법(心所法: 46가지) 중 대지법(大地法: 10가지) 가운데 하나이며, 대승불교의 유식유가행파와 법상종의 5위 100법에서 심소법(心所法: 51가지) 중 변행심소(遍行心所: 5가지) 가운데 하나이다. 촉이라고 번역되는 산스크리트어 스파르사(sparśa) 또는 팔리어 파싸(phassa)의 다른 역어로는 여러 가지가 있는데, 《인본욕생경》에서는 촉을 갱(更)이라 하고 있고,  《수행본기경》과 《증일아함경》 《중아함경》에서는 갱락(更樂)이라 하고 있다.
초기불교의 12연기설에 따르면, 촉(觸)은 5번째 지분인 6입(六入: 감관, 즉 根, 즉 六根)과 4번째 지분인 명색(名色: 정신과 물질, 모든 정신적 · 물질적 사물, 즉 대상, 즉 境, 즉 무위법을 제외한 六境)과 3번째 지분인 식(識: 마음, 6식 또는 8식, 즉 심왕, 즉 심법)의 3가지가 접촉하는 것이다.
부파불교의 설일체유부와 대승불교의 교학에 따르면,
촉(觸)은 3화(三和) 즉 3사화합(三事和合)에서 생겨나는, 즉 근(根) · 경(境) · 식(識)의 화합에서 생겨나는, 즉 감관[根]과 대상[境]과 마음[識: 6식 또는 8식, 즉 심왕, 즉 심법]의 3가지가 화합하여 생겨나는 마음작용(심소법)으로, 촉(觸)의 마음작용이 발생함으로써 비로소 마음은 대상을 접촉하게 된다.
촉(觸)이 성립됨과 동시에 다른 마음작용인 수(受, 지각) · 상(想, 표상) · 사(思, 의지)가 생겨난다.
《품류족론》 제2권에 따르면,
촉(觸)은 촉(觸: 3사화합) · 등촉(等觸: 평등한 3사화합) · 촉성(觸性: 3사화합의 성질) · 등촉성(等觸性: 평등한 3사화합의 성질) · 이촉(已觸: 과거의 3사화합) · 촉류(觸類: 3사화합의 등류)를 통칭한다. 한편, 엄격히 말하자면, 설일체유부와 유식유가행파의 교학인 3화생촉설에 따르면, 3사화합(三事和合)과 촉(觸)은 서로 별개의 법이다. 이러한 사항을 염두에 둔 상태에서, 설명상의 편의를 위해 일반적으로 종종 촉(觸)을 3사화합 또는 3화합(三和合)이라고 한다.
촉(觸)이 대지법 또는 변행심소에 속한다는 것은 촉(觸)이 없으면 인식대상에 대한 경험이 불완전해지거나 또는 불가능하다는 것을 의미한다. 촉(觸)이 없으면 인식대상을 지각[受]하거나 표상[想]하거나 인식대상에 대해 욕구[思]나 의지[思]를 가지는 등의 인식작용을 위한 기반이 존재하지 않는 것이므로 그 인식대상에 대한 경험 자체가 불가능하게 된다. 따라서 그 인식대상에 대한 경험적 지식을 얻을 수 없게 된다.

## 초기불교
《잡아함경》 제13권에 수록된 제306경 〈인경(人經)〉에서 고타마 붓다는 다음과 같이 말하고 있다.

眼、色緣生眼識，
三事和合觸，觸俱生受、想、思，此四無色陰、眼、色，
此等法名為人，於斯等法作人想、眾生、那羅、
摩㝹闍、摩那婆、士夫、福伽羅、耆婆、禪頭。

안근[眼]과 색경[色]을 연(緣)하여 안식(眼識)이 생긴다. 이 3가지[三事]의 화합이 촉(觸)이다 (또는 이 3가지의 화합으로부터 촉이 생겨난다). 촉(觸)과 함께 수(受, 지각)와 상(想, 표상)과 사(思, 의지, 즉 행)가 [동시에(?) 또는 순차적으로(?)] 일어난다. [수 · 상 · 사 · 식의] 이 4가지 무색음(無色陰, 즉 무색온)과 안근[眼]과 색경[色]과 같은, 이같은 법을 [총칭하여] 사람[人]이라고 명명하며, 이러한 법에 대해 사람이라는 상(想, 표상, 개념, 생각)을 지어 중생(衆生) · 나라(那羅) · 마누사(摩㝹闍) · 마나바(摩那婆) · 사부(士夫) · 복가라(福伽羅) · 기바(耆婆) · 선두(禪頭)라고 부른다.
— 《잡아함경》 제13권 제306경 〈인경(人經)〉. 한문본 과 한글본

위의 인용문을 비롯한 《아함경》 등의 초기불교 경전 상의 내용에 따르면, 촉(觸)은 감관[根]과 대상[境]과 마음[識: 6식 또는 8식, 즉 심왕]의 3가지의 화합 그 자체, 혹은 그 화합으로부터 생겨나는 마음작용을 말한다. 그리고 촉(觸)은 5온에 속한 수(受, 지각)와 상(想, 표상, 개념, 생각)과 사(思, 욕구, 의지, 즉 행)의 마음작용들이 발생하게 하는 작용을 한다.
이러한 초기불교의 고타마 붓다의 가르침들에 근거하여 부파불교와 대승불교에서는 이 가르침들을 해석함으로써 자신들의 법체계와 5온에 대한 교학을 수립하였는데, 촉(觸)의 경우에는 특히 의견 차이가 발견된다.

## 부파불교

### 설일체유부 (3화생촉설)
부파불교의 설일체유부의 교학을 비판적으로 집대성한 《구사론》에 따르면, 촉(觸)은 감관[根]과 대상[境]과 마음[識: 6식, 즉 심왕, 즉 심법]의 3가지가 화합하여 생겨나는 마음작용으로, 감관[根]과 마음(6식, 즉 심왕, 즉 심법)으로 하여금 대상을 접촉하게 하는 마음작용이다.
觸謂根境識和合生。能有觸對。

촉(觸)이란 이를테면 근(根) · 경(境) · 식(識)이 화합하여 생겨나는 것으로, 능히 대상과 접촉[觸對]하게 하는 것을 말한다.
— 《구사론》, 제4권. 한문본 & 한글본

즉, 설일체유부에서는 감관[根]과 대상[境]과 마음[識: 6식, 즉 심왕, 즉 심법]의 3가지가 화합이 원인이 되어 이 화합과는 별도의 마음작용으로서의 촉(觸)이 생겨난다는 3화생촉설(三和生觸說: 3사의 화합이 촉을 낳는다는 교의)을 주장하였다. 그리고 세부적으로는 초기불교의 가르침과 동일하게 6가지의 촉(觸)들, 즉 안촉(眼觸) · 이촉(耳觸) · 비촉(鼻觸) · 설촉(舌觸) · 신촉(身觸) · 의촉(意觸)의 6촉신(六觸身) 또는 6촉(六觸)이 있다고 본다. 6촉이 있다는 교의는, 설일체유부 외에도 부파불교의 경량부와 대승불교의 유식유가행파 등 불교 전반에서, 초기불교 경전에 나타난 고타마 붓다의 가르침에 따라 모두가 인정하는 교의이다.
觸何為義。

頌曰。

　觸六三和生

論曰。觸有六種。所謂眼觸乃至意觸。

此復是何。三和所生。謂根境識三和合故有別觸生。
촉(觸)은 무슨 뜻인가?

게송으로 말하겠다.

　촉(觸)은 여섯 가지로서, 세 가지가 화합하여 생겨난다.

논하여 말하겠다. 촉(觸)에는 여섯 가지 종류가 있으니, 이른바 안촉(眼觸) 내지 의촉(意觸)이 바로 그것이다.

이것은 다시 무슨 뜻인가? 세 가지의 화합으로 생겨나는 것이니, 말하자면 근(根) · 경(境) · 식(識)의 세 가지가 화합하기 때문에 개별적으로 존재하는 촉(觸)이 생겨나게 되는 것이다.
— 《구사론》, 제10권. 한문본 & 한글본

### 경량부 (3화성촉설)
부파불교의 경량부에서는 감관[根]과 대상[境]과 마음[識: 6식, 즉 심왕, 즉 심법]의 3사(三事: 3가지 요소)의 화합과는 별도로 촉(觸)이라는 마음작용이 생긴다는 설일체유부의 주장과는 달리, 이들 3사의 화합이 바로 촉(觸)이며 별도로 새롭게 촉(觸)이 생겨나지 않는다고 말한다.
전자의 설일체유부의 주장을 3화생촉설(三和生觸說: 3사의 화합이 촉을 낳는다는 주장)이라고 하고 후자의 경량부의 주장을 3화성촉설(三和成觸說: 3사의 화합이 곧 촉을 이룬다는 주장)이라 한다. 대승불교의 유식유가행파에서는 설일체유부와 동일하게 삼화생촉설을 주장하였다.

## 대승불교 (3화생촉설)
인도 불교의 유식학의 역사는 3기로 나누기도 하는데, 미륵과 더불어 유식학의 시조 또는 주창자라고 할 수 있는, 인도의 유식학 제1기의 무착은 《대승아비달마집론》 에서, 촉(觸)이란, 감관[根]과 대상[境]과 마음[識: 8식, 즉 심왕, 즉 심법]의 3가지가 화합함에 의지하여, 모든 감관[根] 즉 6근(六根)으로 하여금 변이(變異)하게 하고 분별(分別)하게 하는 것을 그 본질적 성질[體]로 하고 다른 마음작용인 수(受, 지각)의 의지처[所依]가 되는 것을 그 본질적 작용[業]으로 하는 마음작용이라 정의하고 있다.
何等為觸。謂依三和合諸根變異分別為體。受所依為業。

촉(觸)이란 무엇인가? 세 가지[三]가 화합함[和合]에 의지하여 모든 감관[根]이 변이(變異)하게 하고 분별(分別)하게 하는 것을 체성[體]으로 삼고 수(受)의 의지처[所依]가 되는 것을 업(業)으로 삼는 것을 말한다.
— 《대승아비달마집론》, 제1권. 한문본

인도 불교의 유식학의 제2기의 세친은 《대승오온론》에서, 촉(觸)이란, 감관[根]과 대상[境]과 마음[識: 8식, 즉 심왕, 즉 심법]의 3가지가 화합(和合)하게 하고 분별(分別)하게 하는 것을 그 본질적 성질[性]로 하는 마음작용이라 정의하고 있다.
云何為觸。謂三和合分別為性。

촉(觸)이란 무엇인가? 세 가지[三]가 화합[和合]하게 하고 분별(分別)하게 하는 것을 체성[體]으로 삼는 것을 말한다.
— 《대승오온론》. 한문본

인도 불교의 유식학의 제3기에 해당하는 《성유식론》에서는 제1기의 무착과 제2기의 세친의 정의와 유사하게 그러나 차이가 나게 촉(觸)을 정의하고 있다.
《성유식론》에 따르면, 촉(觸)은 감관[根]과 대상[境]과 마음[識: 8식, 즉 심왕, 즉 심법]의 3가지가 화합하여 생겨나는 마음작용으로, 마음(6식, 즉 심왕, 즉 심법)과 마음작용으로 하여금 대상을 접촉하게 하는 것을 그 본질적 성질[性]로 하고, 변행심소에 속한 다른 마음작용인 수(受, 지각) · 상(想, 표상) · 사(思, 의지) 등을 일으키는 의지처[所依]가 되는 것을 그 본질적 작용[業]으로 하는 마음작용이다.
觸謂三和。分別變異。令心心所觸境為性。受想思等所依為業。

'촉(觸)심소'는 세 가지가 화합[三和]하여, 달라지는 데서[變異] 분별(分別)하는 것을 말한다. 심왕과 심소로 하여금 대상에 접촉하게 하는 것을 체성[性, 體性]으로 삼고, 수(受) · 상(想) · 사(思) 등의 의지처[所依]가 되는 것을 업(業)으로 삼는다.
— 《성유식론》, 제3권. 한문본 & 한글본

위의 《성유식론》의 인용문에서 세 가지의 화합[三和] 또는 3화합(三和合)은 '근경식(根境識) 3사화합(三事和合)', 즉
감관[根]과 대상[境]과 마음[識: 8식, 즉 심왕, 즉 심법]이 최초로 접촉하는 것을 말한다. 또한 이 3사화합이 원인이 되어 이 화합과는 별도의 촉(觸)이라는 마음작용이 생긴다는 것을 말한다. 이러한 견해를 3화생촉설(三和生觸說: 3사의 화합이 촉을 낳는다는 주장)이라고 하는데, 설일체유부와 동일한 견해이다.
위의 《성유식론》의 인용문에서 달라지는 것[變異]은 감관[根]과 대상[境]과 마음[識: 8식, 즉 심왕, 즉 심법]이 화합하기 이전에는 이들 3가지는 아무런 작용을 일으키지 않으며, 이들 3가지가 화합함으로써 비로소 각자의 작용을 일으키게 된다는 것을 말한다. 즉, 이들 3가지는 화합 이후의 양상이 화합 이전의 양상과는 크게 달라지기 때문에 위의 인용문의 정의에서 '변이(變異)', 즉 '달라진다'고 말한 것이다.
위의 《성유식론》의 인용문에서 분별하는 것[分別] 즉 3분별(三分別) 또는 3사분별(三事分別)은 인식 · 식별 · 요별과 같은 앎의 의미가 아니라 '비슷한 작용을 한다'는 상사(相似)의 뜻이다. 즉, 감관[根]과 대상[境]과 마음[識: 8식, 즉 심왕, 즉 심법]의 화합에 의해 촉(觸)이 생겨나고 그렇게 되면 이들 3가지의 양상이 화합 이전과는 크게 달라져 각자의 작용을 나타내게 되는데, 이러한 전체적인 작용과 유사[相似]한 작용이 다시 일어난다는 것을 말한다. 이 비슷한 작용은 2가지로 나뉘는데, 첫 번째는 생겨난 촉(觸)이 다시 이들 3가지의 화합을 강화시켜서 확실한 접촉이 형성되게 하는 것이다. 이 경우에는 촉(觸)이 원인이 되고 확실한 화합 또는 강화된 화합이 결과가 된다. 두 번째는 화합으로부터 촉(觸)이 생겨난 것과 유사하게 촉(觸)으로부터 변행심소에 속한 다른 마음작용인 수(受) · 상(想) · 사(思)가 일어난다는 것이다. 그런데, 여기서 '촉으로부터 일어난다'는 것은 촉(觸) 다음에 수(受) · 상(想) · 사(思)가 순서대로 일어난다는 뜻이 아니라 촉(觸)이 성립됨과 동시에 수(受) · 상(想) · 사(思)가 일어난다는 것으로, 이러한 동시발생설(同時發生說)은 설일체유부와 동일한 견해이며, 계기발생설(繼起發生說)을 주장한 경량부의 견해와는 다르다.
受生與觸為後為俱。毘婆沙師說。俱時起觸受展轉俱有因故。

'수(受)'는 '촉(觸)'보다 뒤에 생겨나는 것이라고 해야 할 것인가, 구시(俱時, 즉 동시)에 생겨나는 것이라고 해야 할 것인가? 비바사사(毘婆沙師)는 설하기를, "구시에 생기하니, 촉과 수는 전전 상속하며 서로에 대해 구유인(俱有因)이 되기 때문이다"고 하였다.
— 《구사론》, 제10권. 한문본 & 한글본

위의 《성유식론》의 인용문에서 성(性) 또는 체성(體性)은 본질적인 성질 또는 직접적인 작용을 뜻하고, 업(業) 또는 업용(業用)은 본질적인 작용 또는 간접적인 작용을 뜻한다.

## 같이 보기
- 3사화합(三事和合)
- 촉(觸)
  - 6촉(六觸) 또는 6촉신(六觸身)
  - 유대촉(有對觸)
  - 증어촉(增語觸)
  - 명촉(明觸)
  - 무명촉(無明觸)
  - 비명비무명촉(非明非無明觸)
- 수(受) 또는 수온(受蘊)
  - 3수(三受)
  - 5수(五受)
  - 6수(六受) 또는 6수신(六受身)
- 상(想) 또는 상온(想蘊)
  - 6상(六想) 또는 6상신(六想身)
- 사(思) 또는 행온(行蘊)
  - 6사(六思) 또는 6사신(六思身)
- 애(愛)
  - 6애(六愛) 또는 6애신(六愛身)
- 전식득지(轉識得智)
  - 대원경지(大圓鏡智)
  - 평등성지(平等性智)
  - 묘관찰지(妙觀察智)
  - 성소작지(成所作智)

## 참고 문헌
- 이 문서에는 다음커뮤니케이션(현 카카오)에서 GFDL 또는 CC-SA 라이선스로 배포한 글로벌 세계대백과사전의 내용을 기초로 작성된 글이 포함되어 있습니다.
- 곽철환 (2003). 《시공 불교사전》. 시공사 / 네이버 지식백과. |title=에 외부 링크가 있음 (도움말)
- 권오민 (2003). 《아비달마불교》. 민족사.
- 세친 지음, 현장 한역, 권오민 번역 (K.955, T.1558). 《아비달마구사론》. 한글대장경 검색시스템 - 전자불전연구소 / 동국역경원. K.955(27-453), T.1558(29-1). |title=에 외부 링크가 있음 (도움말)
- 운허.  동국역경원 편집, 편집. 《불교 사전》. |title=에 외부 링크가 있음 (도움말)
- 호법 등 지음, 현장 한역, 김묘주 번역 (K.614, T.1585). 《성유식론》. 한글대장경 검색시스템 - 전자불전연구소 / 동국역경원. K.614(17-510), T.1585(31-1). |title=에 외부 링크가 있음 (도움말)
- 황욱 (1999). 《무착[Asaṅga]의 유식학설 연구》. 동국대학원 불교학과 박사학위논문.
- (영어) Guenther, Herbert V. &  Leslie S. Kawamura (1975). 《Mind in Buddhist Psychology: A Translation of Ye-shes rgyal-mtshan's "The Necklace of Clear Understanding"》 Kile판. Dharma Publishing.
- (중국어) 무착 조, 현장 한역 (T.1605). 《대승아비달마집론(大乘阿毘達磨集論)》. 대정신수대장경. T31, No. 1605, CBETA. |title=에 외부 링크가 있음 (도움말)
- (중국어) 星雲. 《佛光大辭典(불광대사전)》 3판. |title=에 외부 링크가 있음 (도움말)
- (중국어) 세친 조, 현장 한역 (T.1558). 《아비달마구사론(阿毘達磨俱舍論)》. 대정신수대장경. T29, No. 1558, CBETA. |title=에 외부 링크가 있음 (도움말)
- (중국어) 세친 조, 현장 한역 (T.1612). 《대승오온론(大乘五蘊論)》. 대정신수대장경. T31, No. 1612, CBETA. |title=에 외부 링크가 있음 (도움말)
- (중국어) 호법 등 지음, 현장 한역 (T.1585). 《성유식론(成唯識論)》. 대정신수대장경. T31, No. 1585, CBETA. |title=에 외부 링크가 있음 (도움말)